# Algo prodigioso
Chansons représentant l'Espagne au Concours Eurovision de la chanson
Llámame
(1962) Caracola
(1964)
Algo prodigioso (« Quelque chose de prodigieux ») est une chanson interprétée par le chanteur espagnol José Guardiola, sortie en 45 tours en 1963.
C'est la chanson ayant été sélectionnée pour représenter l'Espagne au Concours Eurovision de la chanson 1963 le 23 mars à Londres, Angleterre, au Royaume-Uni.

## À l'Eurovision

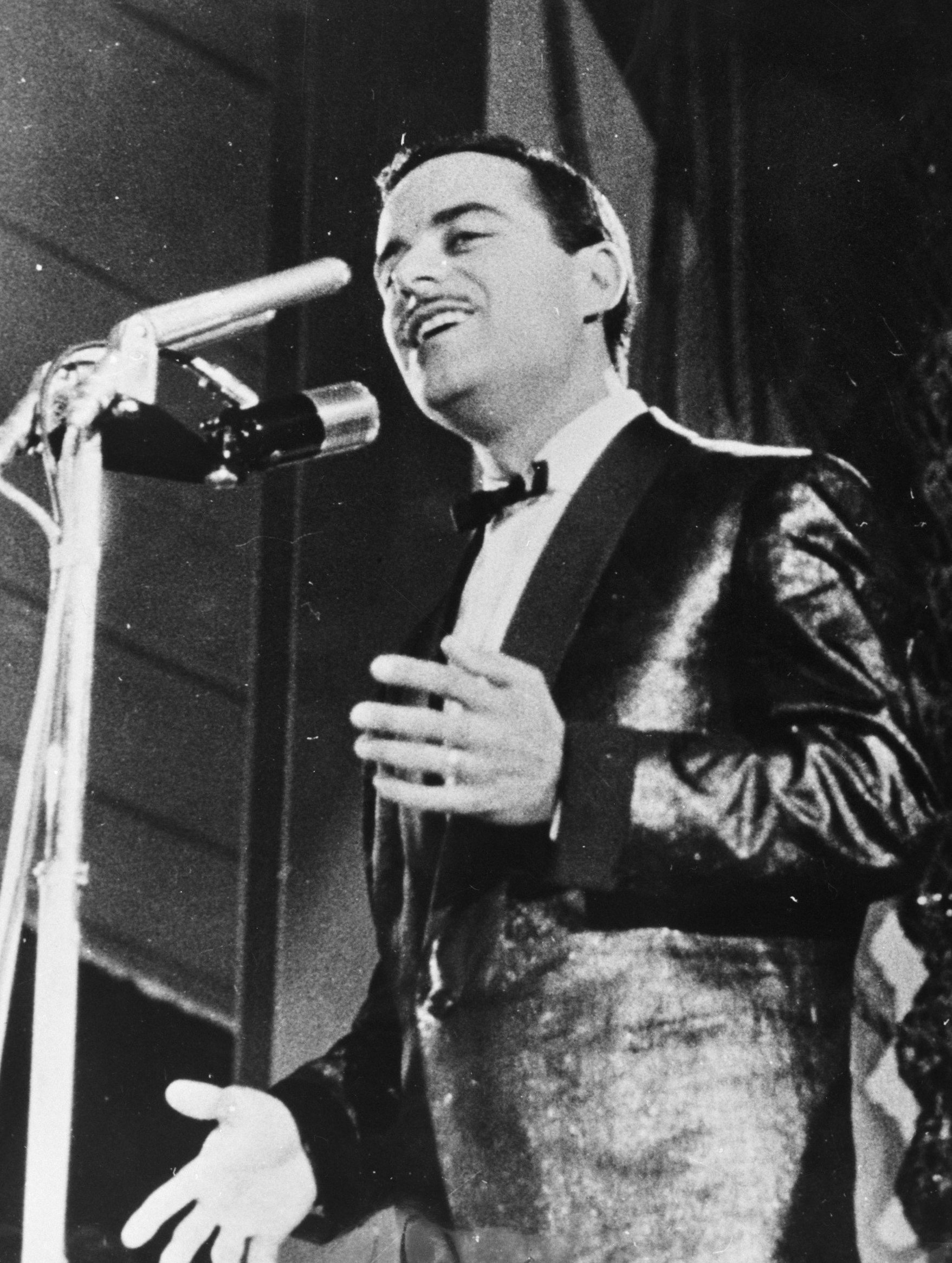
José Guardiola (1963).

### Sélection
La chanson Algo prodigioso est sélectionnée en interne par la TVE pour représenter l'Espagne au Concours Eurovision de la chanson 1963 le 23 mars à Londres.

### À Londres
La chanson est intégralement interprétée en espagnol, langue officielle de l'Espagne, comme le veut la coutume avant 1966. L'orchestre est dirigé par Rafael de Ibarbia Serra.
Algo prodigioso est la douzième chanson interprétée lors de la soirée du concours, suivant Elle était si jolie d'Alain Barrière pour la France et précédant En gång i Stockholm de Monica Zetterlund pour la Suède.
À l'issue du vote, elle obtient 2 points et se classe 12e sur 16 chansons,.

## Liste des titres
| A1. | Algo prodigioso | Fernando García Morcillo, Camillo Murillo Janero |  |
| B1. | Es maravilloso  |                                                  |  |

## Historique de sortie
| Pays    | Date | Format   | Label            |
| ------- | ---- | -------- | ---------------- |
| Espagne | 1963 | 45 tours | La Voz de su amo |